# Андреани, Альдо
Альдо Андреани (итал. Aldo Andreani; 1 августа 1887, Мантуя — 1971, Милан) — итальянский скульптор и архитектор.

## Биография
Родился в городе Мантуя. Был одним из двух детей в семье; со своим братом Генри он впоследствии будет работать.
Высшее образование получил в Королевском техническом институте в Милане, который позже получит статус университета. Работал как архитектор и скульптор. Первое архитектурное сооружение художника — частная вилла Занолетти. Среди известных сооружений мастера в Мантуе — Торгово-промышленная палата, лучший образец стиля сецессиона в городе. В благодарность за проект и создание величественного сооружения её называют также Палаццо Андреани.
Был задействован в создании павильона Ломбардии на выставке в Риме по случаю 50-летия создания единого государства Италии.
В годы Первой мировой войны перебрался в Милан, где работал как архитектор (дома на улице Зебреллони, дом Занолетти, вилла Расин). Среди наиболее значимых сооружений миланского периода — палаццо Фидия.
В дальнейшем работал директором Управления по охране и реставрации памятников архитектуры в Мантуе и Вероне. Под его руководством в Мантуе были реставрированы Палаццо дель Подеста (1939—1944), Палаццо делла Раджионе (1940—1942), Торре Делльоролоджио («Башня с часами»), монастырь Сан-Франциско (1943—1944).